# Vissarion Ivanovici Djugașvili
Vissarion (Beso) Ivanovici Djugașvili (Виссарион (Бесо) Иванович Джугашвили în limba rusă; ბესარიონ ჯუღაშვილი Besarion Jughașvili în limba georgiană) (circa 1850 - 1890?) a fost tatăl lui Iosif Vissarionovici Stalin. În limba osetină, (una dintre limbile vorbite în Georgia), djuga înseamnă turmă, cireadă [A].

## Biografie
Sunt puține informații sigure despre Vissarion Djugașvili, unele dintre acestea fiind contradictorii. Se știe că s-a născut într-o familie țărănească creștin-ortodoxă în satul Didi Lilo din Georgia, cel mai probabil în anul 1850. Conform afirmațiilor rudelor lui Vissarion din familia Arsoșvili (care au rămas multă vreme în satul Didi Lilo), Djugașvili nu a fost în stare să plătească o taxă de trei ruble și a fost obligat să se mute în Gori pentru a căuta de lucru.

## Gori, căsătorie, copii
În acest oraș el a locuit la un osetin, Kulumbegașvili, în casa căruia a cunoscut-o pe Ekaterina (Keke) Gheladze, cu care s-a căsătorit pe 17 mai 1872 în biserica Uspenski.[B] Cuplul a avut doi copii care murit la o vârstă frageda, Mihail și Constantin. Doar al treilea copil, Iosif, a trăit. Beso a lucrat ca cizmar, împreună cu familia locuind probabil în Didi Lilo. În mod sigur însă, Iosif s-a născut în Gori, deoarece obiceiul georgian cerea ca tânăra mamă să stea cu rudele ei în momentul nașterii și cât timp era lăuză. Vissarion a fost obligat să se întoarcă în Gori pentru a se îngriji de soție și de proaspătul născut fiu. Este de asemenea sigur că după această dată nu s-a mai întors în satul de baștină. Djugașvili a lucrat o vreme în fabrica de încălțăminte Adelhanov din Tiflis / Tbilisi. Beso a căzut în patima alcoolului și își bătea des soția și fiul.[C] Mai înainte ca Iosif să împlinească vârsta de 10 ani, Djugașvili și-a părăsit familia sau, în conformitate cu unele mărturii, a fost alungat de acasă de soție. Este sigur că fiul nu și-a mai văzut niciodatăl tatăl.

### Ultimii ani, deces
Chiar dacă circumstanțele morții lui Vissarion Djugașvili nu sunt prea clare, cei mai mulți istorici tind să dea crezare afirmațiilor fiicei lui Stalin, Svetlana Allilueva. Într-una dintre scrisorile ei către un prieten, ea scria că bunicul ei a murit înjunghiat într-o încăierare. Există și unele surse sovietice care pretind că Vissarion a murit de moarte naturală în 1906. Într-un raport al poliției (Nr. 136), cu privire la arestarea lui Stalin pentru activitatea lui revoluționară și transferul la Vologda în 1909, era scris: "Iosif Vissarionovich Djugașvili. Fiu de țărani georgieni. Are un tată de 55 de ani, Vissarion Ivanovici, și mama Ekaterina. Mama locuiește în Gori, tatăl duce o viață nomadă..." În 1912, Stalin a dat o declarație diferită la poliție: "Tatăl este mort, mama locuiește în Gori". Mormântul lui Vissarion Djugașvili nu a fost niciodată identificat.
Efectele comportamentului violent al tatălui asupra tânărului Iosif au fost subiecte de discuții, în special printre psihologii care încearcă să-și dovedească teoriile conform cărora un tată brutal va crea un fiu brutal. Alice Miller a presupus că mâna stângă a lui Stalin era deformată din cauza încercărilor copilului de a se apăra de loviturile primite când era mic, dar nu există nici o dovadă care să susțină o asemenea teorie.